# Зверевский центр современного искусства
Зверевский центр современного искусства — московский некоммерческий арт-центр имени Анатолия Зверева.

## История
Зверевский центр современного искусства существует с 1992 года. В 1998 году у Музея появился собственный выставочный зал и летняя территория для музыкальных концертов, перформансов и других актуальных художественных практик.
Назван в честь выдающегося московского художника Анатолия Тимофеевича Зверева (1931—1986), классика «Второго русского авангарда», чьё имя стало символом свободного искусства второй половины XX века.
Основными задачами музея являются исследование и популяризация творчества Анатолия Зверева и художников его круга, организация выставочных проектов современных авторов, а также проведение фестивалей, конференций, вечеров художественной направленности в различных жанрах.
Более чем за два десятилетия работы реализовано более тысячи художественных проектов, выставок, литературных мероприятий. С Музеем в разное время сотрудничали поэты и художники: А. Хвостенко, М. Немиров, А. Вознесенский, Е. Евтушенко, Д. Пригов, многие современники и друзья Анатолия Зверева — Сергей Бордачёв, Борис Бич, Дмитрий Плавинский, Наталья Шмелькова, а также актуальные авторы, многие из которых представляли нашу страну на престижных международных форумах и Биеннале: Константин Звездочётов, Никита Алексеев, Валерий Кошляков, Андрей Филиппов, Герман Виноградов, Сергей Шутов, Валерий Айзенберг, Дмитрий Гутов, Александр Савко, Сергей Шеховцов и целые плеяды молодых художников «новой волны»… В 2011 году впервые в России были представлены работы знаменитого американского художника русского происхождения Бориса Лурье и его художественный метод NO!Art.

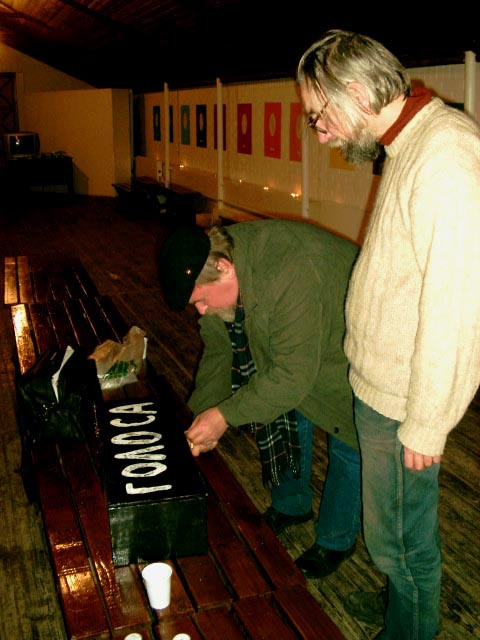
Поэт и прозаик Владимир Тучков (слева) готовит презентацию в Зверевском центре своего арт-проекта «Упокоение». Справа поэт и прозаик Николай Байтов. 22 декабря 2003

В музее регулярно проходят поэтические вечера, акции «Клуба литературного перформанса» и литературные фестивали, как например, «Праздник рифмы», ежегодный Фестиваль Верлибра. Музей участвует в Биеннале поэтов в Москве и в ежегодной программе празднования Международного Дня Поэзии. При Музее существуют Клуб юных искусствоведов, молодёжный досуговый центр и музыкальный клуб «Проект „Археология“».
Поддержка деятельности Музея осуществляется широким кругом благотворителей: как организаций, так и частных лиц. Директор — Алексей Сосна. Арт-директор — Надежда Лисовская.

## Круг художников
А. Зверев, А. Вознесенский, Д. Пригов, Д. Пьянов, К. Звездочетов, В. Кошляков, Г. Виноградов, В. Дубосарский, Л. Джанян, А. Филиппов, Т. Антошина, Г. Литичевский, В. Яковлев, П. Валюс, Р. Лебедев.

## Избранные проекты
- 2021 — «Против Навального». Красный кружок Авдея Тер-Оганьяна. Выставка отменена Зверевским центром[1].
- 2020 — Фестиваль «День АвангарДА!».
- 2019 — «10, 9, 8, 7». Объединение «Свобода слова», Маша Плавинская.[2]
- 2017 — «Тихая выставка/Запретное место». Сергей Катран.[3]
- 2016 — «Апофатика». Гор Чахал.
- 2012 — «Поэтические кабинки». Автор проекта и куратор Александр Курбатов.[4]
- 2011 — «NO!Art Бориса Лурье». [5]
- 2003 — «Голодовка без выдвижения требований». Общество Радек.[6]
- 1999 — «Новые юродивые, или Патология перформанса». Арт-группа «Синие носы».